# GMC Sierra
Dieser Artikel wurde auf der  Qualitätssicherungsseite des Portals Auto und Motorrad eingetragen. 
Bitte hilf mit, ihn zu verbessern, und beteilige dich an der Diskussion. (+)

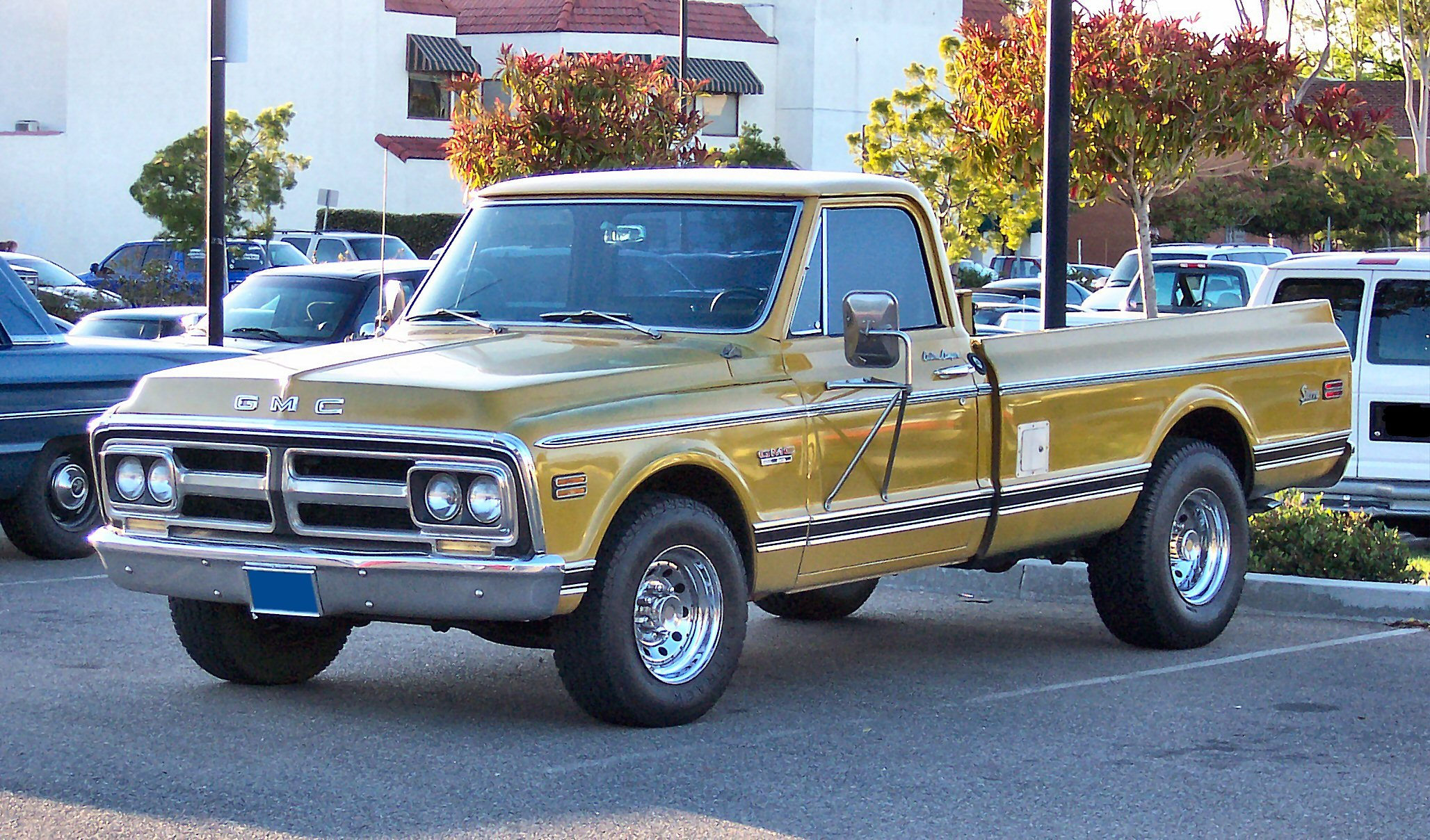
GMC Sierra, 1972

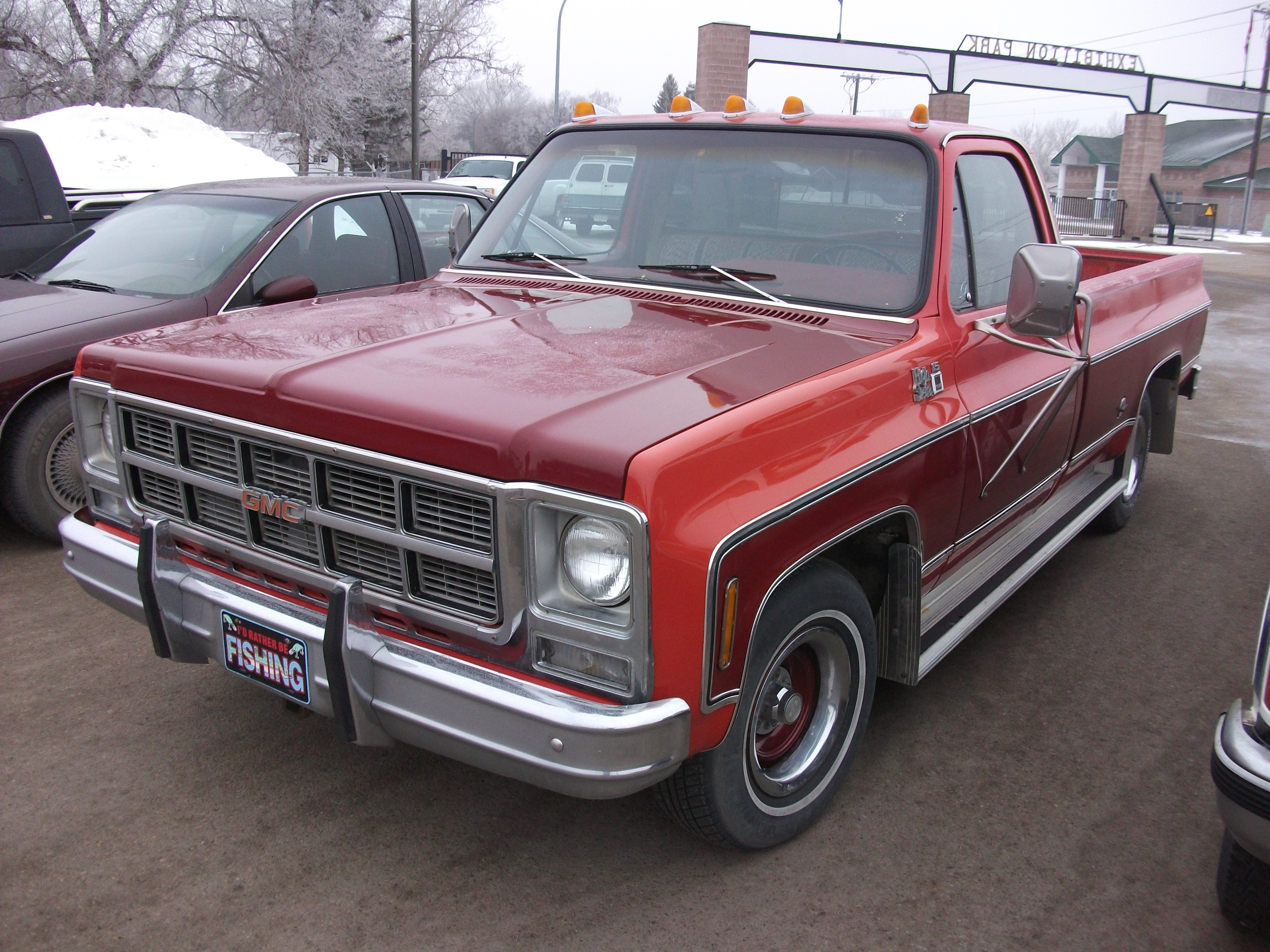
GMC Sierra, 2. Modellreihe

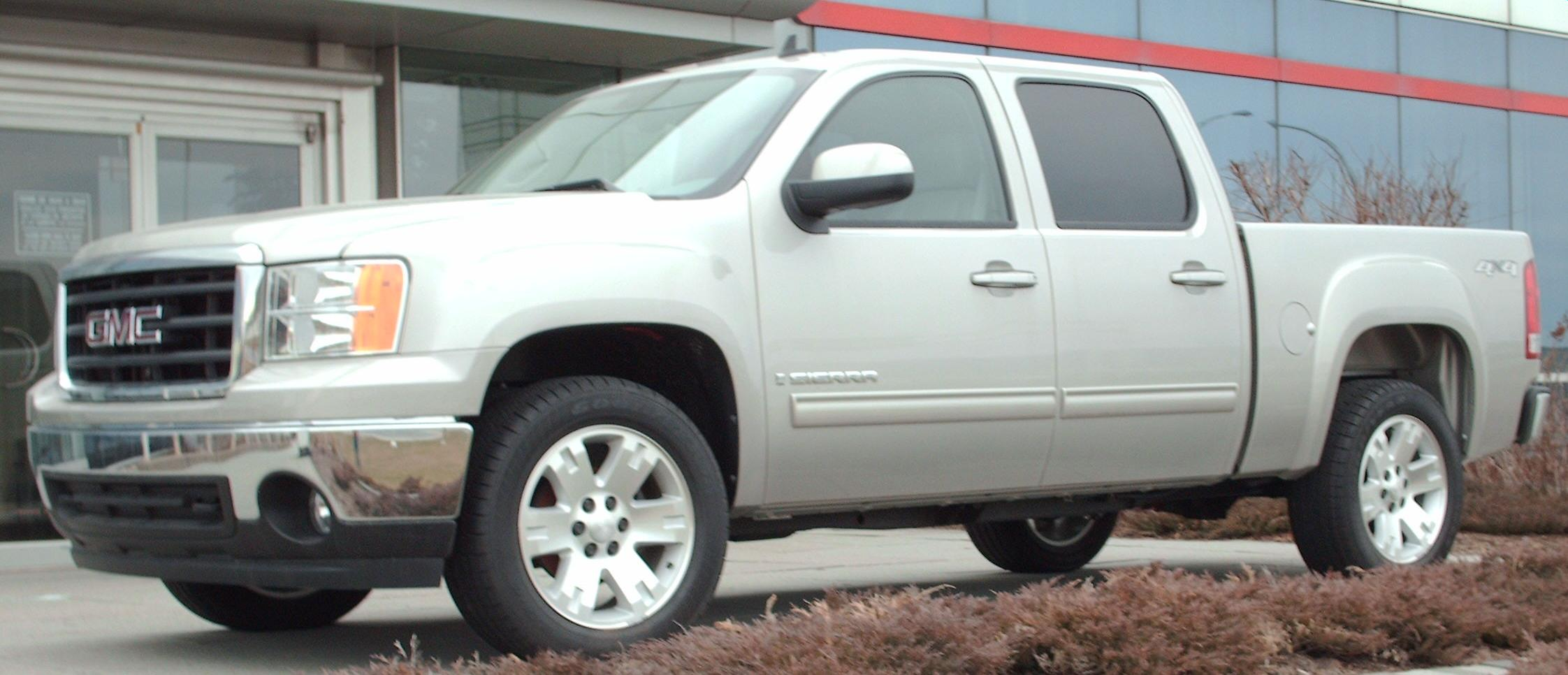
GMC Sierra Crew Cab., Bj. 2007

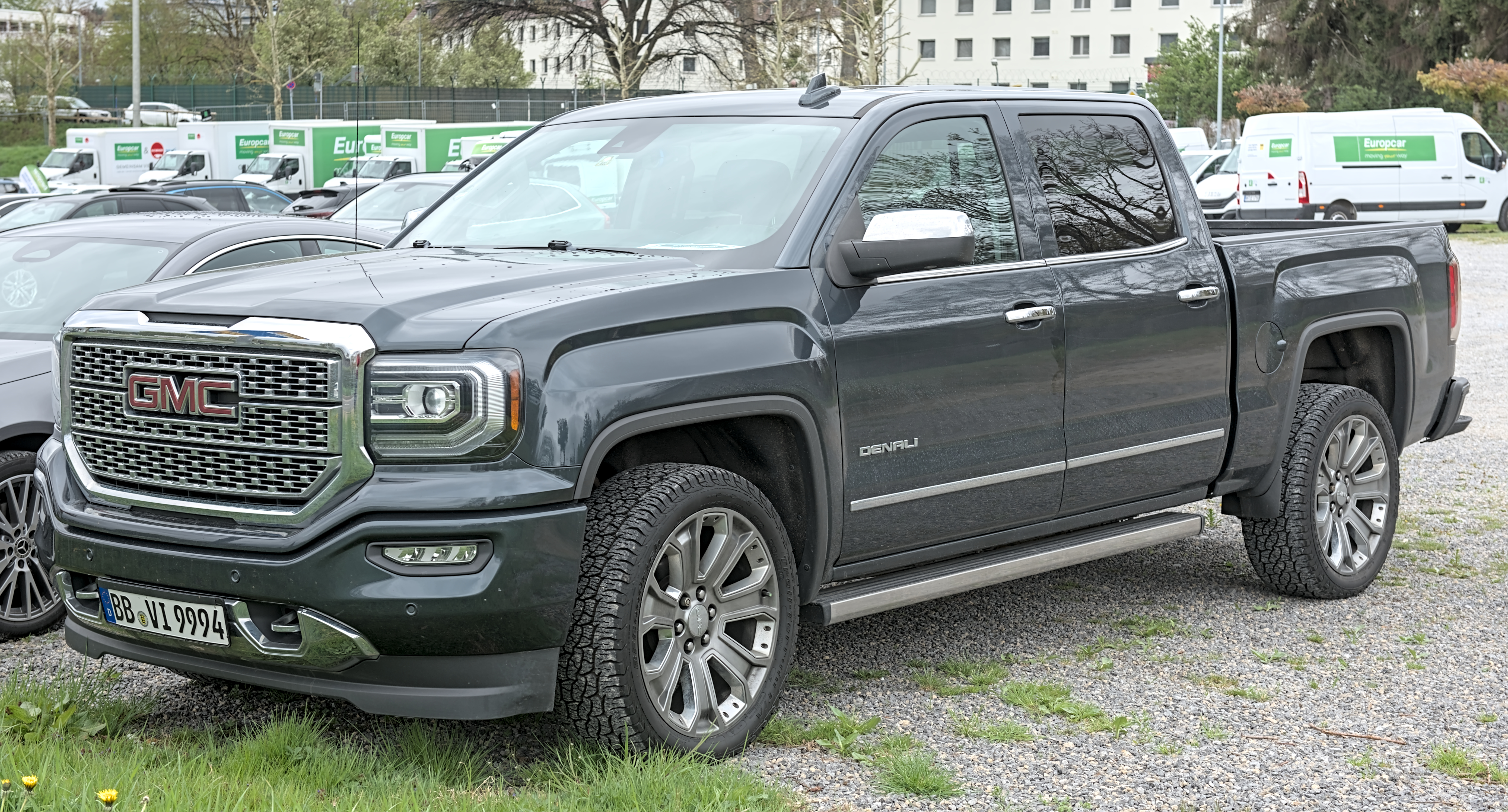
GMC Sierra Denali, Bj. 2013

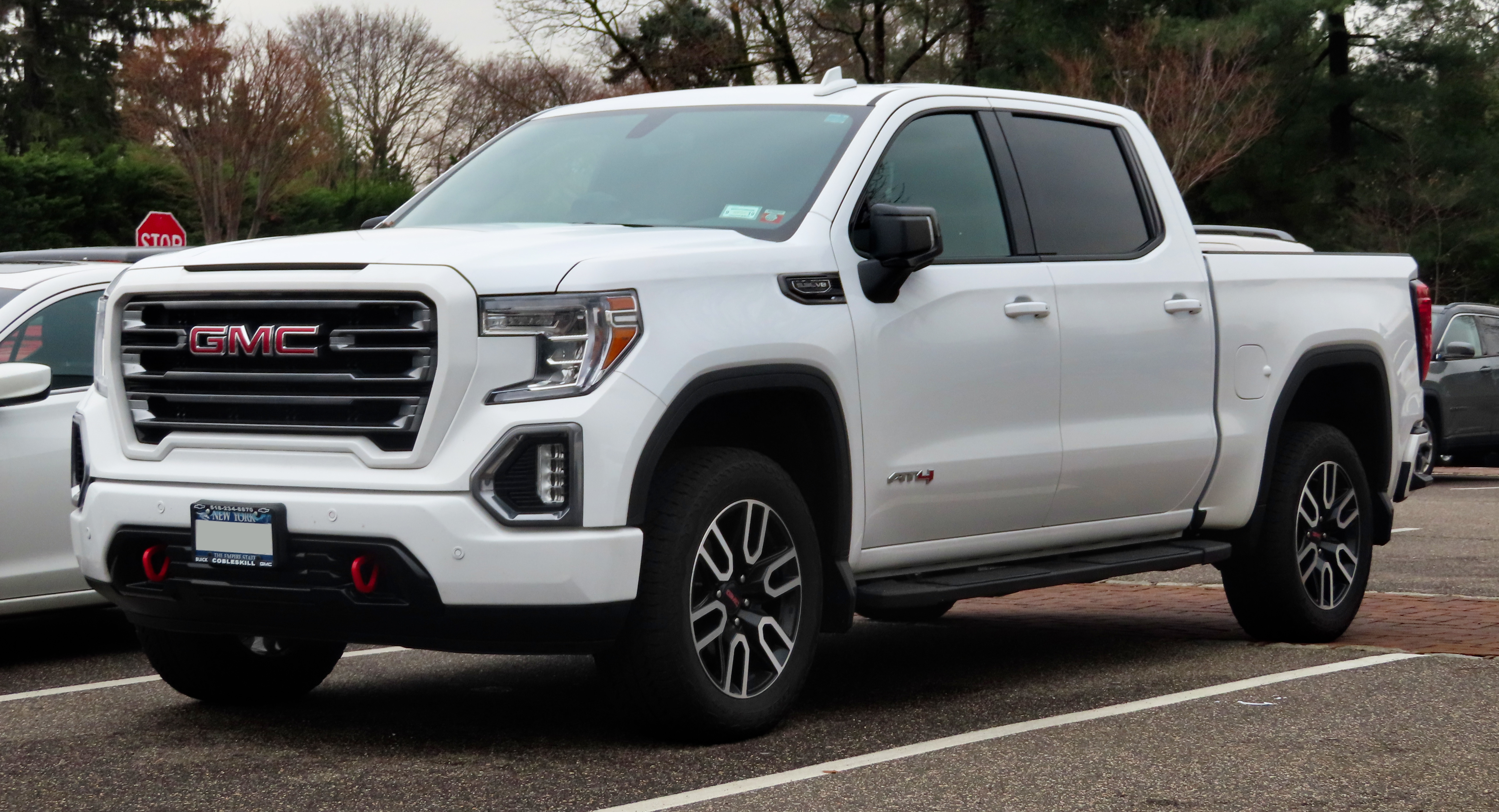
GMC Sierra, Bj. 2019

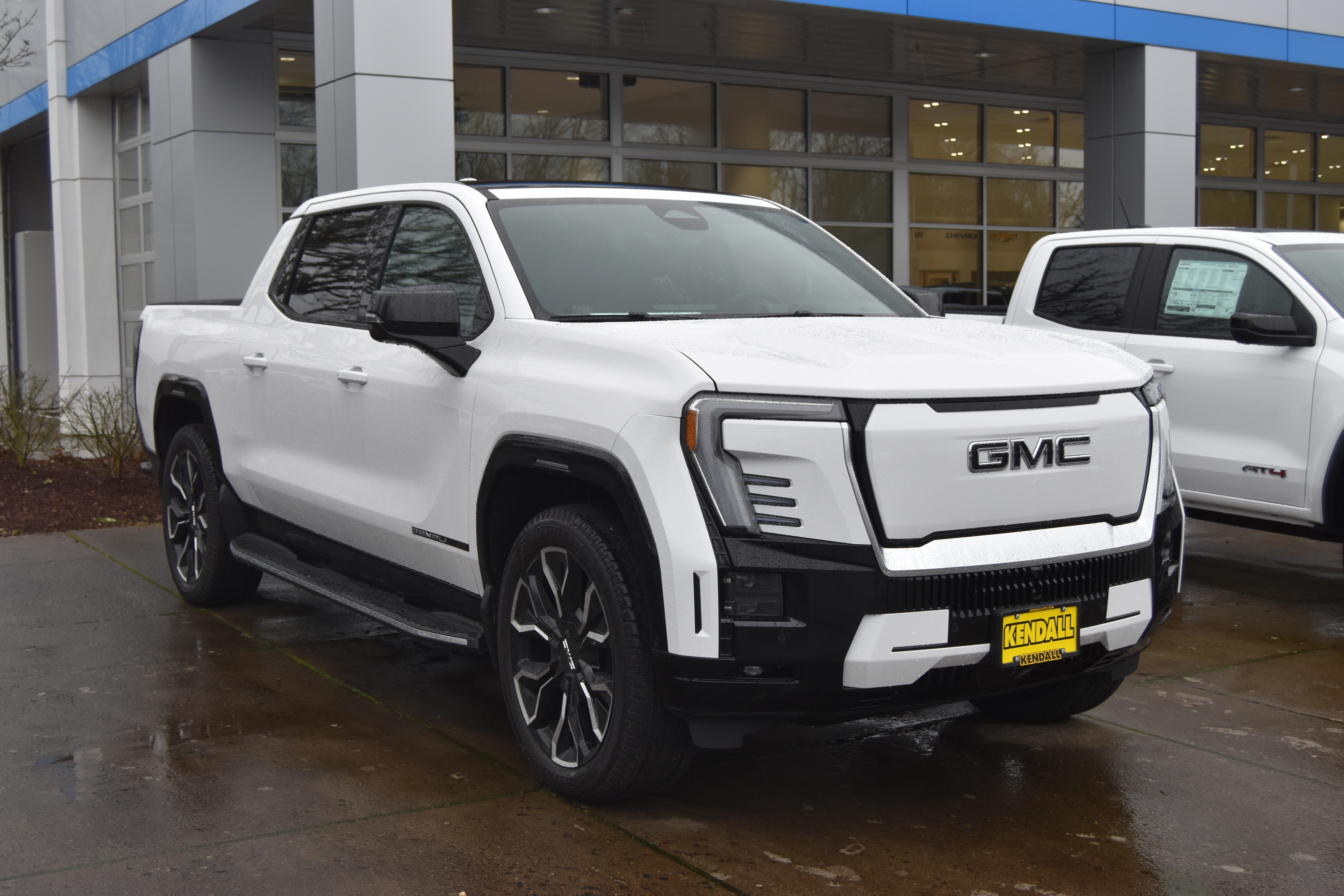
GMC Sierra EV Denali, Bj. 2024

Der GMC Sierra ist ein Pick-up-Modell der zum General Motors Konzern gehörenden US-amerikanischen Automobilmarke GMC.
Der Sierra ist technisch verwandt mit dem Chevrolet Silverado bzw. dessen Vorgänger Chevrolet C/K-Serie und seit 1975 auf dem Markt. 
Seit 2002 gibt es die Luxus-Variante Sierra Denali, benannt nach dem höchsten Berg Nordamerikas.
Im Oktober 2022 wurde die batterieelektrisch angetriebene Variante EV vorgestellt. Sie wird seit 2024 ausgeliefert.

## Varianten
- Hardtop
- Einzelkabine (Single Cab)
- Einzelkabine mit Notsitzen
- Doppelkabine (Crew Cab)

Der GMC Sierra erfuhr 1980, 1984, 1990 und 1999 eine Modellpflege mit Designänderung. Im Jahr 2000 wurde er leicht im Innenraum verändert.
In den verschiedenen Generationen waren unterschiedliche Motoren verfügbar:
| Hubraum        | 4,3 Liter | 4,8 Liter | 5,3 Liter XFE | 5,3 Liter | 6,0 Liter | 6,0 Liter VVT | 6,2 Liter | 6,6 Liter  | VORTEC MAX 6,0 Liter | 6,5 Liter   | DURAMAX 6,6 Liter |
| -------------- | --------- | --------- | ------------- | --------- | --------- | ------------- | --------- | ---------- | -------------------- | ----------- | ----------------- |
| Bauart         | V6-Motor  | V8-Motor  | V8-Motor      | V8-Motor  | V8-Motor  | V8-Motor      | V8-Motor  | V8-Motor   | V8-Motor             | V8-Motor    | V8-Motor          |
| Motorart       | Ottomotor | Ottomotor | Ottomotor     | Ottomotor | Ottomotor | Ottomotor     | Ottomotor | Ottomotor  | Ottomotor            | Dieselmotor | Dieselmotor       |
| Aufladung      | –         | –         | –             | –         | –         | –             | –         | Turbolader | –                    | –           | Turbolader        |
| Sierra 1500    | X         | X         | X             | X         | X         | –             | X         | –          | X                    | X           | –                 |
| Sierra 2500 HD | –         | –         | –             | –         | X         | –             | –         | X          | –                    | –           | –                 |
| Sierra 3500 HD | –         | –         | –             | –         | –         | –             | –         | –          | X                    | –           | X                 |
| Sierra Denali  | –         | –         | –             | –         | –         | –             | X         | –          | –                    | –           | –                 |
| Sierra Hybrid  | –         | –         | –             | –         | –         | X             | –         | –          | –                    | –           | –                 |

## Trivia
In der US-Serie Ein Colt für alle Fälle fährt der Titelheld Colt Seavers einen GMC Sierra (Baureihe 1980 bis 1984). In der Filmadaption The Fall Guy von 2024 fährt Colt Seavers wieder einen GMC Sierra, ein zu dem Zeitpunkt aktuelles Modell 1500 AT4. In Anlehnung an die Fernsehserie ist der Pick-Up wieder in braun und gold lackiert.